# Gmina Świerzawa
Die Gmina Świerzawa [ɕfjɛ’ʐava] ist eine Stadt-und-Land-Gemeinde im Powiat Złotoryjski der Woiwodschaft Niederschlesien in Polen. Sie gehört der Euroregion Neiße an. Ihr Sitz ist die gleichnamige Stadt (deutsch Schönau an der Katzbach) mit etwa 2250 Einwohnern.

## Geographie

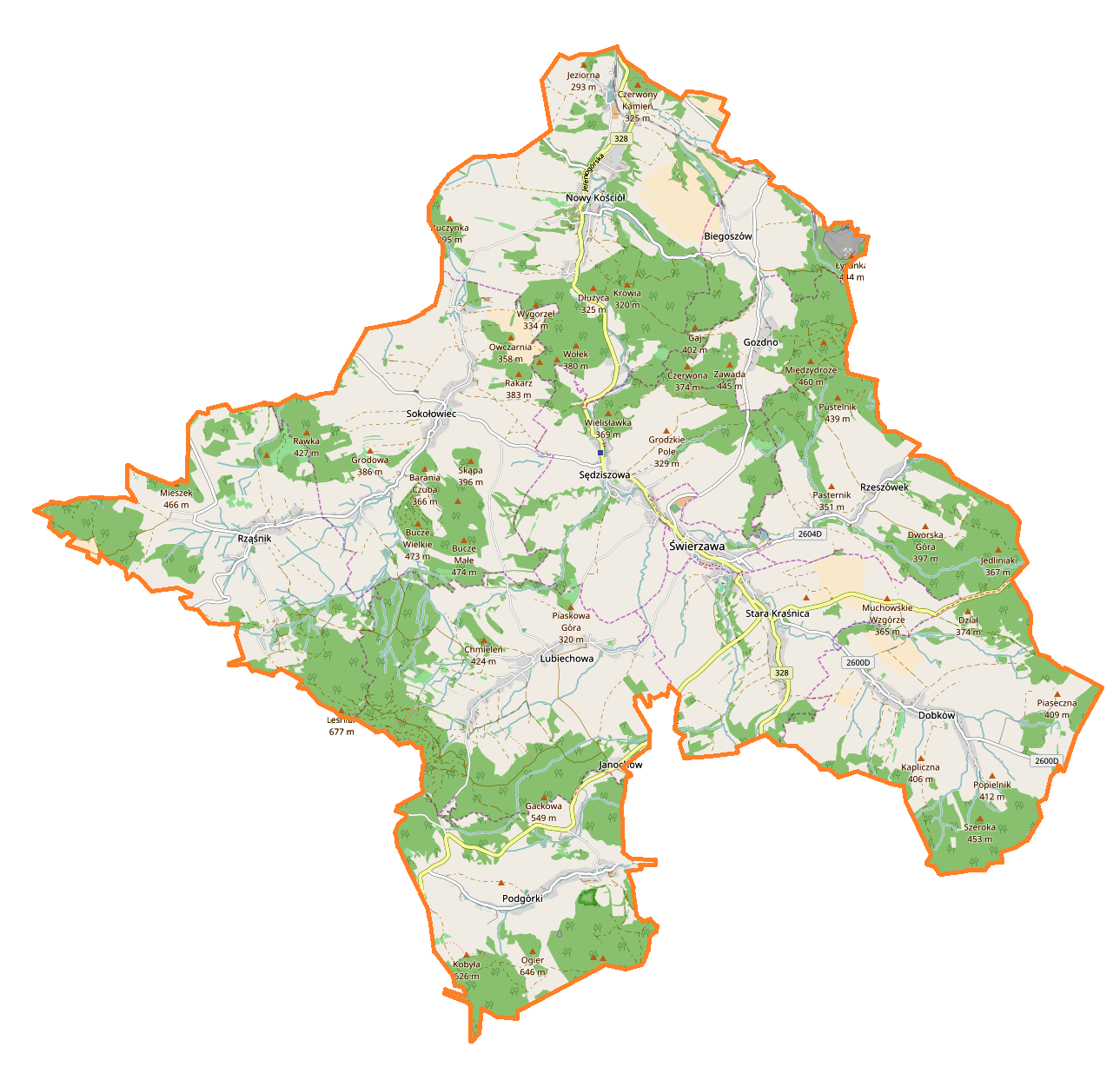
Karte der Gemeinde

Die Kreisstadt Złotoryja (Goldberg) liegt vier Kilometer nördlich. die Katzbach (Kaczawa). Nahe der Stadt liegt die Siegfriedshöhe mit schöner Aussicht. Nachbargemeinden sind Pielgrzymka im Nordwesten, Złotoryja im Nordosten, Męcinka im Osten, Bolków im Südosten, Wojcieszów sowie Janowice Wielkie im Süden, Jeżów Sudecki im Südwesten und Wleń im Westen.
Wichtigstes Gewässer ist die Kaczawa (Katzbach), daneben gibt es zahlreiche weitere Wasserläufe. Der höchste Berg im Westen der Gemeinde erreicht eine Höhe von 677 m n.p.m.

## Partnerschaft
- Kottmar, Deutschland

## Gliederung
Die Stadt-und-Land-Gemeinde Świerzawa besteht aus der namensgebenden Stadt und elf Dörfern mit Schulzenämtern (sołectwa), denen weitere Orte zugeordnet sind:
- Biegoszów (Hundorf)
- Dobków (Klein Helmsdorf)
- Gozdno (Herrmannswaldau)
- Lubiechowa (Hohenliebenthal)
- Nowy Kościół (Neukirch)
- Podgórki (Tiefhartmannsdorf)
- Rząśnik (Schönwaldau)
- Rzeszówek (Reichwaldau)
- Sędziszowa (Röversdorf)
- Sokołowiec (Falkenhain)
- Stara Kraśnica (Altschönau)

Kleinere Orte und Weiler sind:
- Bronków (Heidenhauser)
- Dynowice (Schauthusen)
- Dzięciołów (Hanssbach, Helmsbach)
- Janochów (Haynhauser, Johannsthal)
- Jurczyce (Georgendorf)
- Krzeniów (Taschenhof)
- Lisiny (Fuchslocher)
- Mochów (Hindermuche)
- Posepsko (Muchlwalde)
- Radzyń (Ratschin, Rathschinall)
- Różana (Rosenow)
- Wielisław Złotoryjski (Wilenberg)

## Verkehr
Die Woiwodschaftsstraße DW328 führt von Przemków (Primkenau) nach Marciszów (Merzdorf im Riesengebirge). Die in Stara Kraśnica kreuzende DW365 führt von Jelenia Góra (Hirschberg) nach Jawor (Jauer).
Die Bahnhöfe und Stationen Stara Kraśnica, Świerzawa, Sędziszowa, Nowy Kościół und Krzeniów lagen an der Bahnstrecke  Marciszów–Jerzmanice-Zdrój (Hermsdorf an der Katzbach).
Der nächste internationale Flughafen ist Breslau.